# Snow Tha Product
Claudia Alexandra Madriz Meza (San José, Califórnia, 24 de junho de 1987), conhecida profissionalmente como Snow Tha Product (anteriormente Snow White Tha Product), é uma rapper, compositora, cantora e produtora norte-americana de origem mexicana. Em 2012, assinou contrato com a gravadora Atlantic Records. Snow ficou conhecida pelo freestyle "Holy Shit" e pela canção "Drunk Love", e também por seu mixtape Good Nights & Bad Mornings. Lançou, de forma independente seu álbum de estreia intitulado Unorthodox, em 2011, que recebeu críticas positivas.

## Biografia

### 1987–2010: Vida e carreira
Claudia Alexandra nasceu em 24 de junho de 1987 em San José, Califórnia e passou maior parte de sua infância em uma pequena cidade no México.Seus pais são mexicanos e foram imigrantes ilegais nos Estados Unidos.Mais tarde mudou-se para San Diego. Depois de concluir o ensino médio, frequentou a faculdade San Diego Mesa para estudar e se formar em Assistência Social, mas logo saiu com o propósito de seguir carreira musical. 
Snow esteve envolvida com música desde muito cedo. Quando tinha 6 anos, se apresentou ao lado de seu avô, em um show de talentos em sua escola, junto a uma banda de mariachi. Teve seu primeiro contato com o hip-hop quando mudou-se para San Diego. Em sua adolescência, começou a fazer competições de freestyles com amigos. Logo, Snow entrou em contato com pessoas que trabalhavam em estúdios de gravações, através de sua mãe, e começou a gravar canções. Aos 19 anos, resolveu levar a música a sério e decidiu iniciar uma carreira como rapper.
A ideia de seu nome artístico veio por conta de uma das personagens da Disney ,a princesa Snow White (Branca de Neve em português).
Inicialmente usava o pseudônimo Snow White tha Product, mas teve de mudar para "Snow Tha Product", quando a Disney a acusou de infringir os direitos autorais da personagem. 
Depois de gravar várias canções em Espanhol e gravar uma serie de mixtapes sob o selo de sua antiga gravadora Product Ent., chamou a atenção do artista Mexicano, Jaime Kohen. Juntos, gravaram uma canção, intitulada "Alguien", que se tornou popular no México e que esteve no álbum "Fotosíntesis" de Kohen.

### 2010–2011:Run Up Or Shut Up, avanços eUnorthodox
Em 2010, lançou a mixtape Run Up Or Shut Up.
No mesmo ano, mudou-se para Fort Worth (Texas) e começou a trabalhar com o empresário David Gaona de Houston da gravadora Street Science Ent. Se apresentou dois anos consecutivos no festival South by Southwest.
Em 26 de outubro de 2011 Snow lançou o seu primeiro e independente álbum pelo selo da gravadora "Street Science Ent." O Unorthodox.
As canções "Drunk Love" e "Woke Wednesday" tornaram-se "hits" virais no Youtube, que acabou fazendo-a aparecer até no site [ThisIs50.com] do rapper 50 Cent, sendo muito aclamada. O sucesso de suas canções chamou a atenção de três grandes gravadoras, que entraram em contato com ela - Sony, Universal e Atlantic Records. O redator Adam Bernard do site RapReviews.com, ficou impressionado com o trabalho dela, e fez a seguinte publicação: "Snow pode ser muito bem uma das líderes de uma nova e ousada era de MC's.".

### 2012–2014:Good Nights & Bad Mornings
Em 2012, Snow participou de músicas de artistas de bastante notoriedade, como no remix da canção "I'm Dat Raw" do rapper DJ Paul e "Damage" do rapper Krizz Kaliko. Em novembro, ela performou no concerto ABN em Houston, Texas, com apresentações dos rappers Trae tha Truth e Z-Ro. Em 12 de dezembro de 2012, Snow lançou seu antecipado mixtape, Good Nights & Bad Mornings, que gerou 3 singles: "Cookie Cutter Bitches", "Hola" e "Gettin' It".
O relançamento da Good Nights & Bad Mornings foi lançado em 14 de outubro de 2013. A mixtape, foi intitulada de Good Nights & Bad Mornings 2: The Hangover e contou com participações de Tech N9ne, The Cataracs, Trae tha Truth, CyHi the Prynce, Dizzy Wright e Ty Dolla Sign. Em 16 de Maio de 2013, Snow lançou o primeiro single  "Cali Luv", produzido pelo The Cataracs, a música contém samples da canção California Love do rapper 2Pac. Ela participou da canção "Makin Papers" do DJ Chuckie com também participação de Lupe Fiasco e Too Short. O vídeo da canção estreou na MTV em 8 de Agosto de 2013. Em 2013, Snow entrou em turnê , a "Fight to Unite Tour" com os rappers Kottonmouth Kings e Dizzy Wright E em 2013, performou nos festivais SXSW e Rock the Bells. Em Fevereiro de 2014, Snow entrou com sua própria turnê, a F#*K YOUR PLANS (COME KICK IT) tour.

### 2015–Presente:The Rest Comes Later, carreira independente,VIBEHIGHEReVALEMADRE
Em 30 de junho de 2015, lançou a mixtape, The Rest Comes Later. Ela entrou em uma turnê com o mesmo nome da mixtape, com a abertura ficando por conta da dupla Audio Push.Em 17 de Fevereiro de 2016, ela participou do remix da canção "Kill At Will" do rapper Joell Ortiz. Em 2 de Maio de 2016, ela anunciou a turnê "Halfway There Tour".
Em 17 de Junho de 2016, ela lançou o EP Half Way There... Part. 1 sob o selo de sua então gravadora Atlantic Records.
A canção Nights foi lançada como single oficial ganhando também um videoclipe. A faixa Nuestra Cancion ganhou um remix com o cantor Arcangél (renomeada de Nuestra Cancion Part. 2), o videoclipe foi lançado em 13 de Outubro de 2017.
O EP recebeu em maioria, críticas positivas, o site The Source escreveu "Músicas como No Cut e Get Down Low oferecem aos fãs de longa data da rapper latina o que ela já é conhecida por fazer. Mas canções como Nights exploram um som mais refinado. Cantada inteiramente em espanhol, Nuestra Cancion é a mais experimental do projeto. Com um ritmo reggaeton a canção possui uma energia e estilo dancehall, que deve estrear bem nas pistas de dança da música latina no mundo. 
Em 2017, lançou as canções Let U Go, Problems, No More, I Don't Wanna Leave (Remix), Waste of Time, sendo essas duas últimas tendo seus videoclipes viralizados no YouTube.
Foi indicada e venceu o VMA Awards  na categoria "Best Fight Against the System" pela canção "Immigrants (We Get The Job Done)" que faz parte da mixtape "Hamilton Mixtape" com canções do musical Hamilton de 2015, interpretadas por vários artistas.
No mesmo ano, estreou como atriz na série da Netflix, "Queen of the South", onde interpretou a personagem Lil' T.
Em 21 de Dezembro de 2018 lançou o álbum em conjunto, intitulado VIBEHIGHER, com os artistas Castro Escobar, Jandro, Lex The Great e AJ Hernz.
Ainda em 2018, Snow anunciou que saiu da gravadora Atlantic Records, e atualmente é uma artista independente, voltou para a sua gravadora Product Entertainment LLC. Snow disse em entrevista ao site Djbooth "Eu não preciso de compositores. Não preciso de toda essa coisa. Eu só preciso ser honesta com meus fãs. Não sou o tipo de artista que você pode juntar e colocar em uma caixa. Eu me encaixo melhor do meu jeito [...] apenas quero ser feliz, e percebi que para ser feliz eu só quero fazer o que eu quero com esta música. É quando mais se conecta. Quando finalmente deixei ver que todos estavam errados, foi quando percebi que precisava fazer minha própria 'coisa'."
O lançamento de seu segundo álbum de estúdio, intitulado VALEMADRE, está previsto para ser lançando em 2020. Em 9 de setembro de 2022, a canção "Piña" estreou nas plataformas digitais como uma parceria de Snow com a cantora americana Lauren Jauregui.

## Características musicais e influências
Snow é conhecida pelo seu jeito rápido de rimar. Ela pode cantar sem a ajuda de programas de corretores de voz como o Auto-tune, mas ela não se considera "cantora".
Ela afirma que admira e apoia artistas que possuem estilo original. Snow é influenciada por artistas, como Missy Elliott, Da Brat, Big Pun, Lauryn Hill, Aaliyah, Amy Winehouse, André 3000, Eminem e 2Pac, e também pela atriz Mexicana María Félix e pelas cantoras Gloria Trevi e Lupita D'Alessio.
Ela é bilíngue, fala inglês e espanhol fluentemente, e rima em ambos os idiomas.

## Discografia

### Álbuns de estúdio
- Unorthodox (2011)
- Valemadre (2022)

### EPs
- Half Way There... Pt. 1 (2016)

### Álbuns de colaboração
- Verbal Assault Vol. 1 (2007)
- Verbal Assault Vol. 2 (2009)
- Wake Ya Game Up, Vol. 1 (2010)
- VIBEHIGHER (2018)

### Mixtapes
- Raising Tha Bar: Tha Mixtape (2008)
- Run Up or Shut Up (2010)
- Unorthodox 0.5: The Mixtape (2011)
- Good Nights & Bad Mornings (2012)
- Good Nights & Bad Mornings 2: The Hangover (2013)
- The Rest Comes Later (2015)